# Pléguien
Pléguien är en kommun i departementet Côtes-d'Armor i regionen Bretagne i nordvästra Frankrike. Kommunen ligger i kantonen Lanvollon som tillhör arrondissementet Saint-Brieuc. År 2022 hade Pléguien 1 440 invånare.

## Befolkningsutveckling
Antalet invånare i kommunen Pléguien
Referens:INSEE